# Brinon-sur-Beuvron
Brinon-sur-Beuvron – miejscowość i gmina we Francji, w regionie Burgundia-Franche-Comté, w departamencie Nièvre.
Według danych na rok 1990 gminę zamieszkiwało 259 osób, a gęstość zaludnienia wynosiła 32 osoby/km² (wśród 2044 gmin Burgundii Brinon-sur-Beuvron plasuje się na 654. miejscu pod względem liczby ludności, natomiast pod względem powierzchni na miejscu 1043.).